# Beuren an der Aach
Das Dorf Beuren an der Aach ist ein Stadtteil von Singen (Hohentwiel) im Landkreis Konstanz in Baden-Württemberg mit 1.513 Einwohnern (Stand: 31. Dez. 2023).

## Geographische Lage
Beuren liegt auf einer Höhe von 439 m ü. NHN, am Umspannwerk Beuren und am Autobahnkreuz Hegau, das sich komplett auf Gemarkung des Ortes befindet.

## Geschichte
Möglicherweise schon früh, ab der Ausbauzeit der Alemannen im 9. Jahrhundert, war die Gemarkung von Beuren an der Aach besiedelt. Grabfunde von zwei Skeletten in den Fluren „auf den Sandäckern“ und „Breite“, die ohne Beigaben waren, sind nicht mehr vorhanden, so dass keine Altersbestimmung mehr möglich ist.
Bei einer in Rom ausgestellten Urkunde aus dem Jahr 1204, in der ein „Beuren“ erwähnt wird, konnte nicht nachgewiesen werden, dass dabei Beuren an der Aach gemeint war. Dagegen belegt eine Urkunde aus dem Jahr 1228, ausgestellt durch den St. Galler Abt Konrad von Bussnang, die Schenkung aller Güter, die Diethelm von Friedingen-Krähen gehörten, in  „Burron et in Vridingen“ (Beuren an der Aach und Friedingen)  an das Kloster Salem, was die eindeutige Erstnennung des Ortes Beuren an der Aach dokumentiert.
Der Ortsname „Burron“ – während des 14. Jahrhunderts „Wasserbüren“ – leitet sich vom althochdeutschen bu (Haus) ab und bedeutet so viel wie bei den Häusern. Beuren gehörte sehr wahrscheinlich zu den Besitzungen des Klosters Reichenau. Vogteirechte waren zu unbekannter Zeit an die Herren von Möggingen gekommen. Vom ausgehenden 14. Jahrhundert bis 1539 lag die Ortsherrenschaft bei den Herren von Friedingen. Danach wechselte sie mehrmals, ehe sie vor 1557 an die Reichlin von Meldegg kam. Über eine Heirat gelangte Beuren im 17. Jahrhundert an die Familie Vogt von Alten-Summerau und Praßberg. 1767 kaufte die Familie von Liebenfels das Dorf. 1806 kam es zu Württemberg, 1810 im Grenzvertrag zwischen Württemberg und Baden zu Baden. Beuren wurde am 1. April 1972 nach Singen eingemeindet und verließ den Landkreis Stockach.

### Einwohnerentwicklung
Die folgende Tabelle zeigt die Einwohnerentwicklung von Beuren seit 2002 bis heute:
| Jahr                        | 2002  | 2003 | 2004 | 2005 | 2006  | 2007 | 2008 | 2009 | 2010  | 2011 | 2012  | 2013 |
| --------------------------- | ----- | ---- | ---- | ---- | ----- | ---- | ---- | ---- | ----- | ---- | ----- | ---- |
| Einwohnerzahl (am 31. Dez.) | 1245  | 1304 | 1318 | 1318 | 1314  | 1348 | 1354 | 1359 | 1351  | 1373 | 1363  | 1394 |
| Änderung zum Vorjahr        | k. A. | 59   | 14   | 0    | −4    | 34   | 6    | 5    | −8    | 22   | −10   | 31   |
| Änderung in %               | k. A. | 4,74 | 1,07 | 0,00 | −0,30 | 2,59 | 0,45 | 0,37 | −0,59 | 1,63 | −0,73 | 2,27 |

## Politik

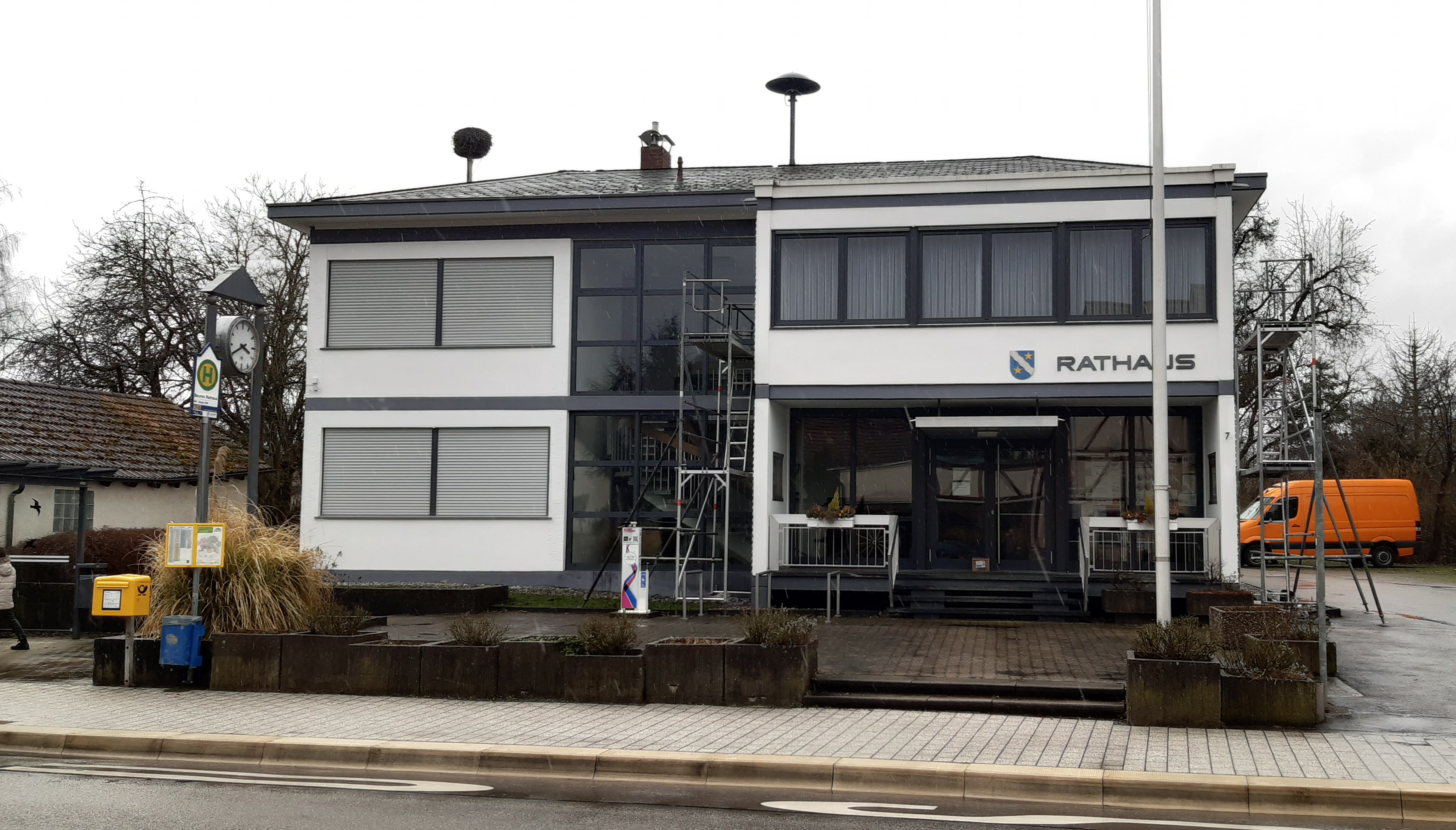
Das Rathaus des Ortes (2024)

### Ortschaftsrat
Der Ortschaftsrat von Beuren hat acht Mitglieder. Mitglied und Vorsitzender ist der Ortsvorsteher Stephan Einsiedler (Stand 2020).

### Wappen
Das Wappen der ehemaligen Gemeinde Beuren an der Aach zeigt einen silbernen Wellenschrägbalken auf blauem Hintergrund, begleitet von je einem goldenen Stern. Der Wellenschrägbalken symbolisiert den Fluss "Aach", welcher den weltlichen (Rathaus) und geistlichen Teil (Kirche) des Dorfes voneinander trennt. Die beiden Teile des Dorfes werden durch je einen Stern repräsentiert.

## Sehenswürdigkeiten
- Pfarrkirche St. Bartholomäus
- St. Wendelinskapelle
- Schlössle Meldegg

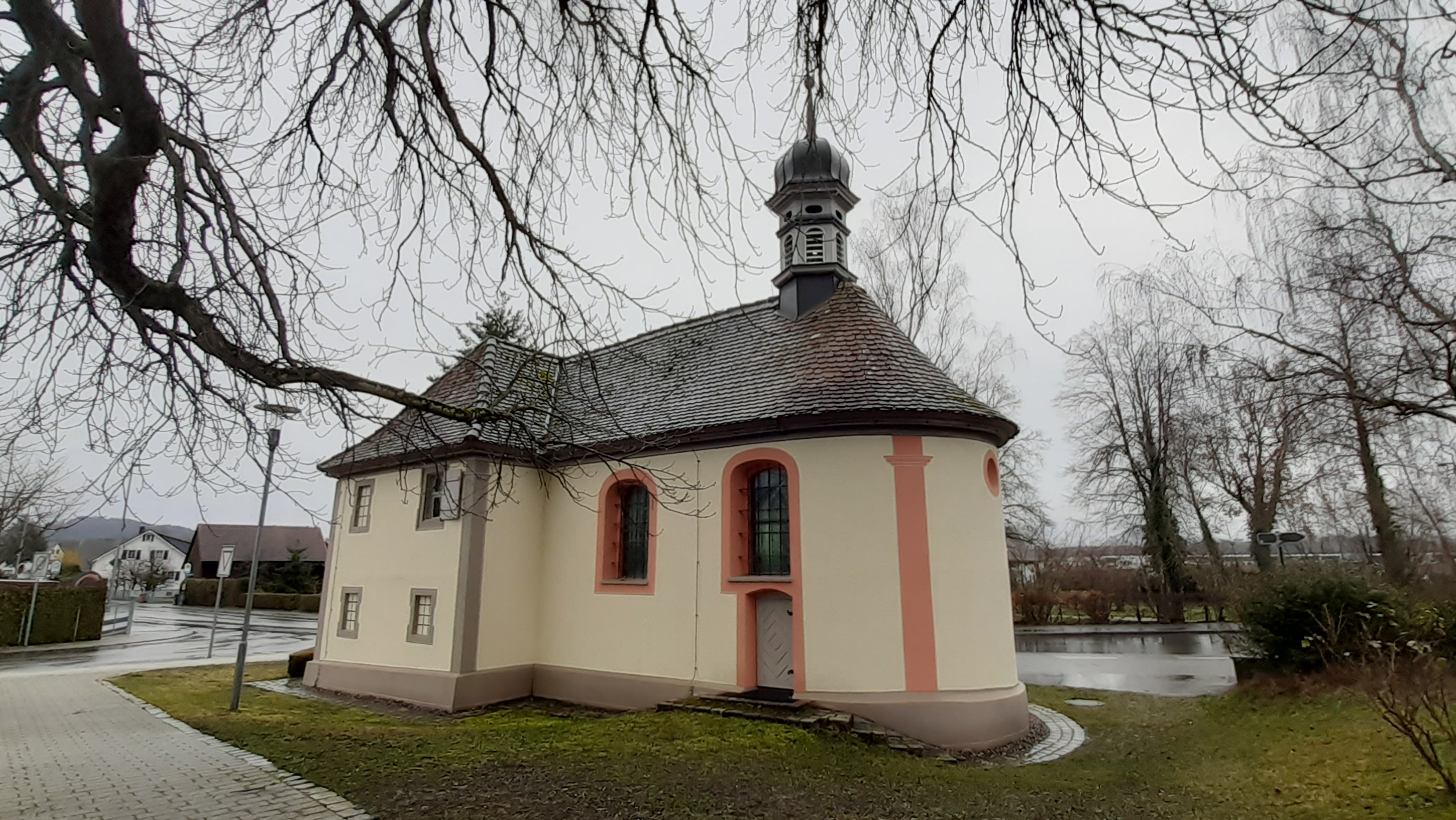
Die St. Wendelinskapelle am Friedhof
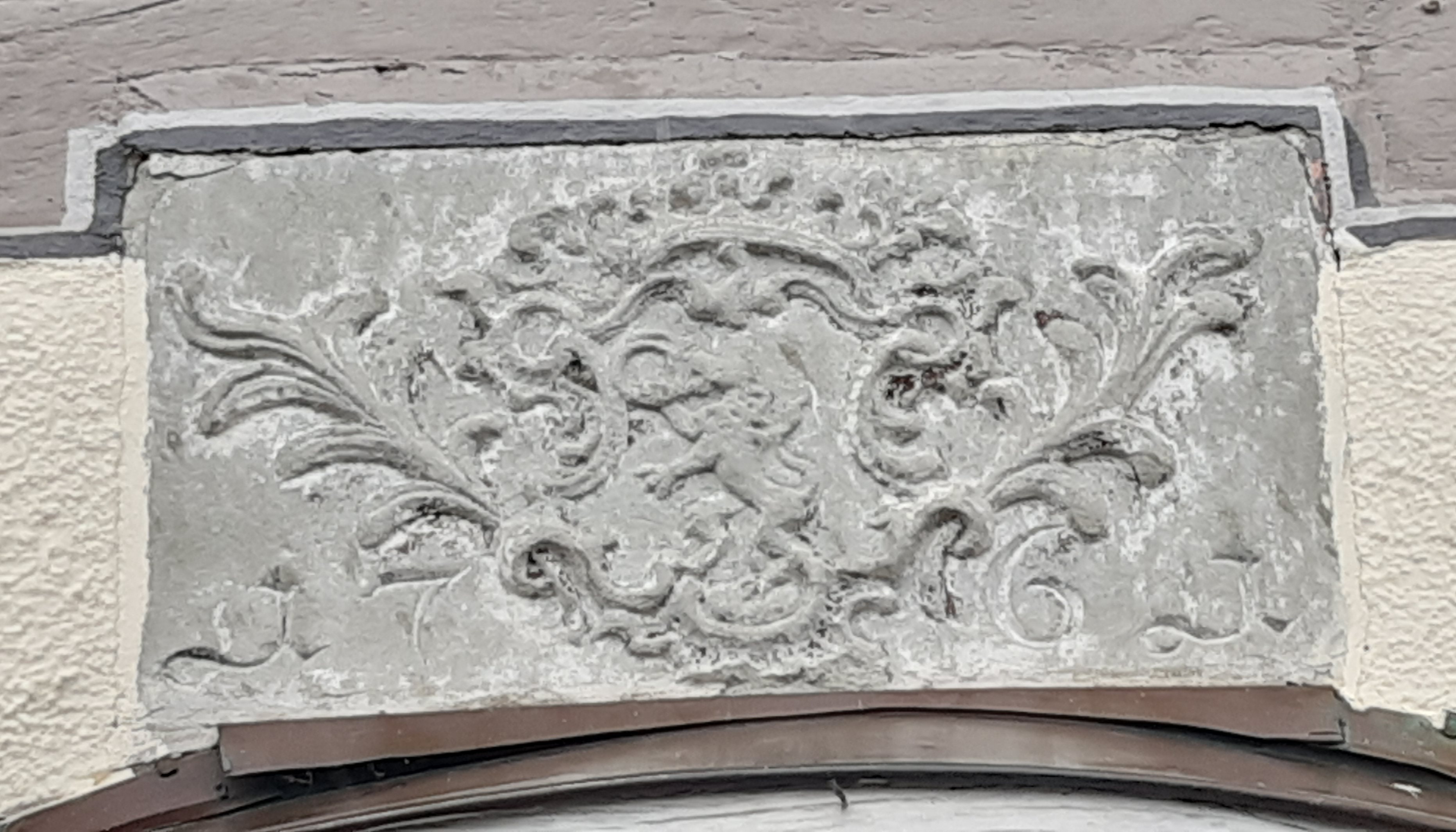
Wappenstein über dem Eingangsportal der Wendelinskapelle
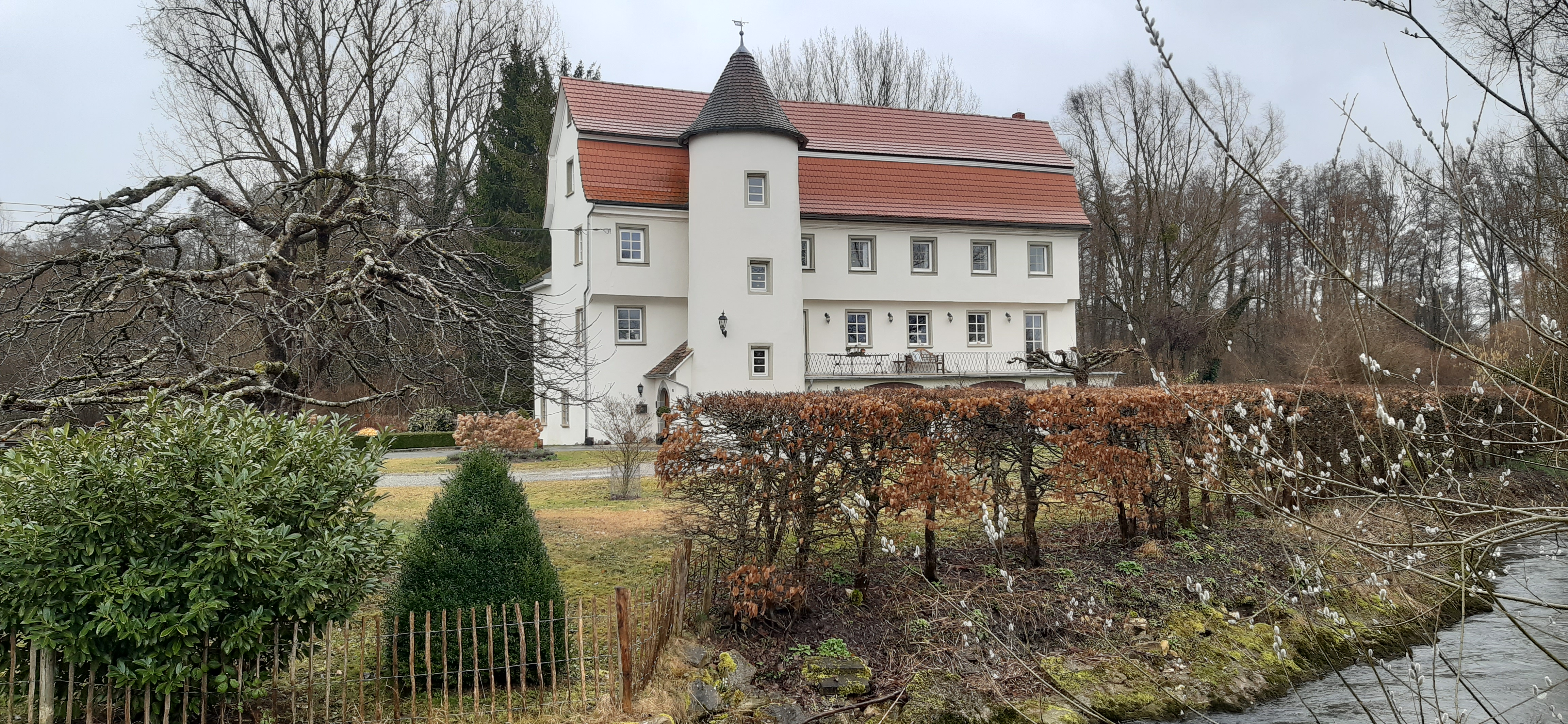
Das Schloss Meldegg

## Söhne und Töchter der Gemeinde
- Veronika Olma (* 1962), Malerin